# Народна библиотека Прњавор
Народна библиотека Прњавор представља културну установу на простору општине Прњавор као значајн фактор у култури и образовању на овим просторима. Библиотека се налази у улици Трг српских бораца бр. 1. Надлежна за рад основних школа „Никола Тесла” и „Бранко Ћопић”, као и подручних школа О.Ш. „Вук Караџић” из Доњих Вијачана
и О.Ш. „Свети Сава” из Горњих Смртића, са којима има успјешну сарадњу.

## Историјат
Од свог настанка па до данас представља значајну установу и ужива углед у друштву на подручју општине Прњавор. Статус јавне устнове је добила 2009. године, тачније 25. фебруара, када је донесена одлука о измејнама и допунама одлуке о оснивању Библиотеке, којим се додјељује овај статус.(„Службени гласник општине
Прњавор“, број 8/05 и 6/08)
Данас библиотека садржи широк спектар наслова за читаоце свих узраста и различитог садржаја. Књиге се набављају на разне начине, а један од њих су поклони, размејном и на друге начине. Године 2015. укупно је набављено 231 публикација од којих је већина добијена поклоном грађана, и то 138 наслова, док је куповином набављено 93 наслова. Од тих наслова 193 наслова је набављено за одјељење за одрасле док је у доста мањем броју, 49 наслова, отишло за одјељење за дјецу. Када је у питању садржај наслова могу се наћи широк спектар књига у свим жанровима. Међу њима су лектире, белетристика, као и стручна литература. Када је у питању белетристика библиотека прати свјетске наслове и даје могућнст читаоцима да на лак начин дођу до тих наслова.
Такође, Библиотека посједује и завичајну збирку, за коју је 2015. године набављено 29 књига, и то поклоном.
Иако је Прњавор мања општина у Републици Српској библиотека посједује велики број корисника. Тај број се повећава из године у годину, а према статистикама из 2016. године тај број износи 1208 чланова, од којих је у већем броју на дјечијем одјељењу и који износи 652 члана. Генерално гледајући већи број корисника је уписано за узраст до 9. рареда основен школе. А да грађани редовно посјећују библиотеку говори и то да је укупно издато за 2015. годину 3622 наслова на одјељењу за одрасле и 1823 на дјечијем одјељењу.
Поред свог примарног задатка, ширења лијепе ријечи кроз издавање књига, библиотека такође организује и промоције књига и друге манифестације. Једна од тих је обиљежавање Свјетског дана књиге и ауторских права који се обиљежава 23. априла сваке године. Поред тога у јуну 2016. године покренут је пројекат под називом „Школа мини стрипа”.

## Организација
Основне организационе јединице Библиотеке су:
- Дјечије одјељење
- Одјељење за одрасле
- Завичајна збирка